# Eberhard Dieckmann
Eberhard Dieckmann (* 1932) ist ein deutscher Slawist und Literaturwissenschaftler.

## Leben
Eberhard Dieckmann ist  ein Sohn des LDP-Funktionärs Johannes Dieckmann und Bruder des Schriftstellers Friedrich Dieckmann. Er studierte Slawistik. Seit etwa 1956 arbeitete er für den Verlag Rütten & Loening als Lektor. Seit 1959 publizierte er zahlreiche Übersetzungen, Herausgaben und Monographien zu russischer und polnischer Literatur. 1961 wurde Eberhard Dieckmann  wissenschaftlicher Mitarbeiter an der Akademie der Wissenschaften der DDR, wo er später am Zentralinstitut für Literaturgeschichte tätig war. 1966 promovierte er in Berlin, 1984 habilitierte er zum Prof. Dr. sc. phil. Eberhard Dieckmann entwickelte sich durch seine Übersetzungen und Publikationen zum wichtigsten Spezialisten über Leben und Werk von Lew Tolstoi in der DDR. 1991 endete seine Tätigkeit an der Akademie der Wissenschaften.

## Publikationen (Auswahl)
Eberhard Dieckmann veröffentlichte zahlreiche Übersetzungen und  Werke der klassischen russischen Literatur, besonders zu Lew Tolstoi. Außerdem übersetzte er aus dem Polnischen und verfasste weitere Schriften
Monographien
- Probleme des Realismus in der Weltliteratur, 1962
- Die Erzählperspektiven im Frühwerk von L. N. Tolstoi 1851–1857, Dissertation Berlin 1966
- Erzählformen im Frühwerk L.N. Tolstojs 1851–1857, 1969, veränderte Fassung der Dissertation
- Positionen polnischer Literaturwissenschaft der Gegenwart. Methodenfragen der Literaturgeschichtsschreibung, 1976, mit Maria Janion

Herausgeber
- Lew Tolstoi. Gesammelte Werke in zwanzig Bänden, 1964–1984
- Nikolai Leskow. Gesammelte Werke, 6 Bände
- Polemik um einen Klassiker. Lew Tolstoi im Urteil seiner Zeitgenossen 1855–1910, 1984, Neuauflage 1987
- Russische Zeitgenossen über Tolstoi. Kritiken, Aufsätze, Essays, 1990

Übersetzungen
- Maria Dąbrowska: Der dritte Herbst. Rütten & Loening, Berlin 1961; bzw. Nacht über der Erde, Verlag der Nation, Berlin 1976 (Auswahl aus Der dritte Herbst).
- Jan Parandowski: Mittelmeerstunde, 1969